# Le Mesnil-Conteville
Le Mesnil-Conteville is een gemeente in het Franse departement Oise (regio Hauts-de-France) en telt 108 inwoners (2009). De plaats maakt deel uit van het arrondissement Beauvais.

## Geografie
De oppervlakte van Le Mesnil-Conteville bedraagt 3,4 km², de bevolkingsdichtheid is dus 31,8 inwoners per km².
De onderstaande kaart toont de ligging van Le Mesnil-Conteville met de belangrijkste infrastructuur en aangrenzende gemeenten.

## Demografie
Onderstaande figuur toont het verloop van het inwonertal (bron: INSEE-tellingen).